# Непохожі селяни
«Непохожі» селяни — у феодальній Литві та на загарбаних нею українських і білоруських землях у 14-16 ст. узагальнена назва феодальнозалежних селян, які втратили право переходу з одного феодального володіння в інше (див. Похожі селяни). Вільні селяни потрапляли в становище «непохожих» внаслідок насильницького закріпачення їх феодалами, дарування феодалам великими князями литовськими державних земель, несвоєчасної сплати селянами боргів феодалам тощо. Право переходу вільні селяни також втрачали, проживши 10 років на землі феодалів. Кріпосна залежність «непохожих» селян була юридично узаконена 1447 р. привілеєм Казимира IV. За третім Литовським Статутом 1588 р. в Україні всі розряди селян, в тому числі й «непохожі», були зведені до вотчинних «непохожих» людей, тобто кріпаків (див. Кріпосне право).